# Ivahnivți, Cemerivți
Ivahnivți (în ucraineană Івахнівці) este o comună în raionul Cemerivți, regiunea Hmelnîțkîi, Ucraina, formată numai din satul de reședință.

## Demografie
Componența lingvistică a comunei Ivahnivți
     Ucraineană (99,62%)
     Alte limbi (0,38%)
Conform recensământului din 2001, majoritatea populației comunei Ivahnivți era vorbitoare de ucraineană (99,62%), existând în minoritate și vorbitori de alte limbi.